# Cop de sort
Cop de sort (títol original en francès, Coup de chance) és una pel·lícula de thriller dramàtic francès del 2023 escrita i dirigida per Woody Allen. És protagonitzada per Lou de Laâge, Valérie Lemercier, Melvil Poupaud i Niels Schneider. Es va estrenar al 80è Festival Internacional de Cinema de Venècia el 4 de setembre de 2023. Es va estrenar a França el 27 de setembre de 2023. S'ha subtitulat al català.

## Sinopsi
Fanny i Jean ho tenen tot per a la parella ideal: satisfets en la seva vida professional, viuen en un magnífic pis a la part alta de París i semblen tan enamorats com el primer dia. Però quan la Fanny es creua, per casualitat, amb Alain, un antic amic de l'institut, la situació s'inverteix immediatament. Es tornen a veure molt ràpidament i s'apropen cada vegada més.